# Pratt & Whitney F119
Vous lisez un « bon article » labellisé en 2010.
Le Pratt & Whitney F119 (désigné en interne PW5000) est un turboréacteur double flux et double corps à postcombustion, développé par l'Américain Pratt & Whitney entre la fin des années 1980 et le début des années 2000. Propulsant les F-22 Raptor, avions de chasse furtifs de l’US Air Force (USAF), il est par conséquent le premier moteur d'avion de chasse de cinquième génération à avoir été opérationnel.
Le P&W F119 est également l'un des rares turboréacteurs capables de propulser l'avion qu'il équipe à une vitesse supersonique sans avoir recours à la postcombustion ; cette capacité est connue sous la dénomination supercruise ou supercroisière. Pour cela, il délivre une poussée de l'ordre de 35 000 lbf (156 kN), malgré 40 % de pièces en moins par rapport à son prédécesseur, de façon à diminuer les coûts de maintenance. Le P&W F119 dispose enfin d'une tuyère bidimensionnelle orientable de ±20°, dans le but d’améliorer la manœuvrabilité de l'avion.
À ce jour, le P&W F119 équipe 187 exemplaires de F-22 Raptor. Le P&W F119 a également été utilisé sur le prototype YF-23 Black Widow II. Il a été remplacé par le P&W F135, une variante du F119, pour équiper les F-35 Lightning II, le dernier chasseur multirôle de l’US Air Force.

## Contexte et développement
Au début des années 1980, l'administration de Ronald Reagan entame les premiers travaux sur le programme Advanced Tactical Fighter, destiné à concevoir un avion de chasse de nouvelle génération — le Lockheed Martin F-22 Raptor — dans le but de remplacer les F-15 Eagle et F-16 Falcon de l’US Air Force. En septembre 1983, le projet est entre autres soumis à Pratt & Whitney et General Electric, chargés de proposer un moteur pour en équiper l'avion.

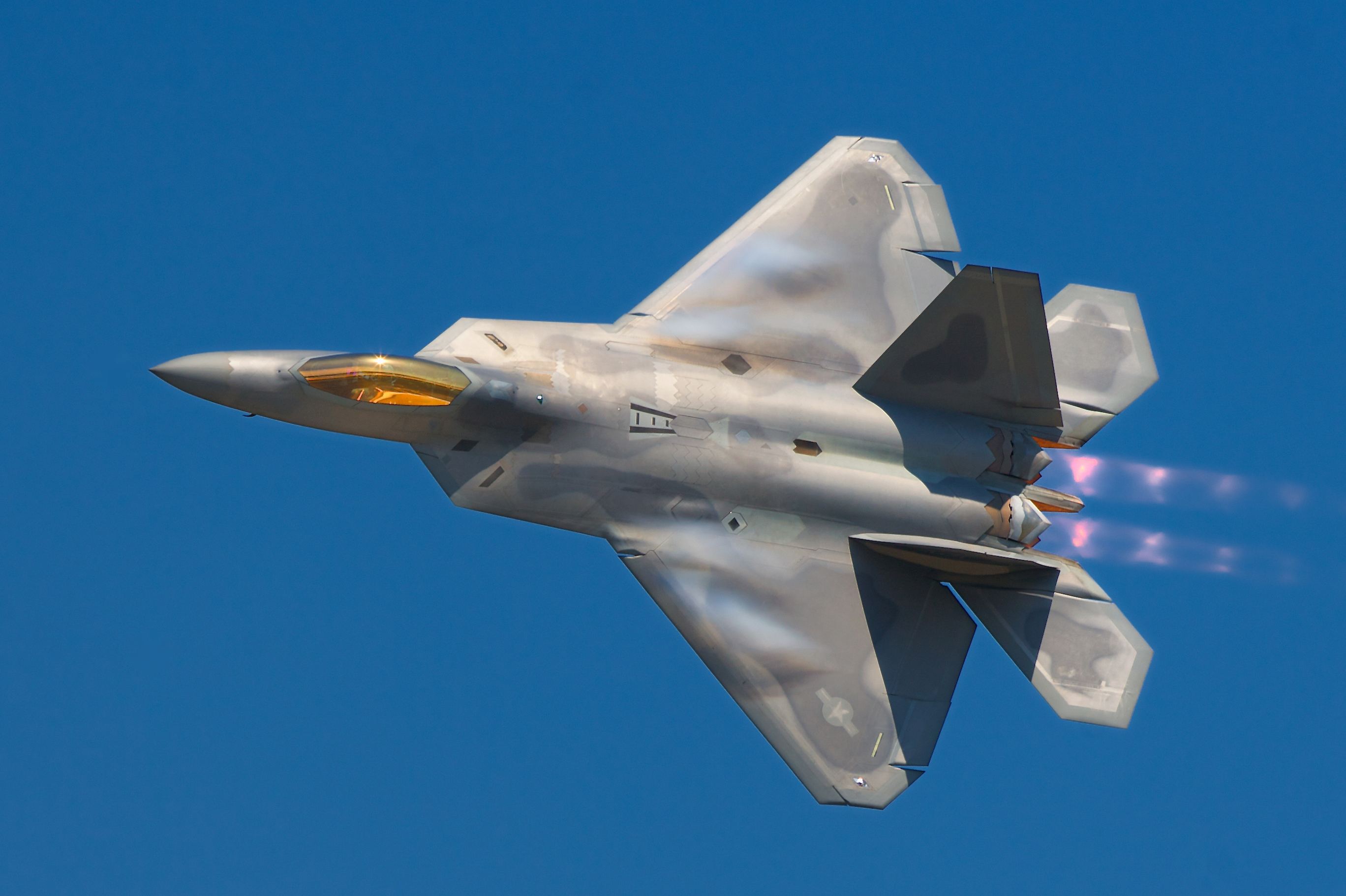
Un F-22 ayant activé la postcombustion de ses moteurs. Des diamants de choc sont visibles à la sortie des tuyères.

Le cahier des charges du programme précise notamment que le nouvel avion doit être capable d'atteindre des vitesses supersoniques (vitesses supérieures à Mach 1) sans utiliser la postcombustion. En effet, ce procédé, qui consiste à injecter du kérosène dans les gaz d'échappement du réacteur de façon à accroître soudainement la poussée, présente deux inconvénients. D'une part il provoque une augmentation de la chaleur dégagée par le moteur, ce qui risque de compromettre la furtivité du F-22, et d'autre part il entraîne une importante surconsommation, limitant de fait l'autonomie de l'avion.
Conçu selon les principes de l’integrated product development pour « assurer un juste équilibre entre performance, sûreté, rentabilité, maniabilité et coût de maintenance »,, le P&W F119 remporte en avril 1991 l'appel d'offres de l’US Air Force, devant le General Electric YF120,. Sa production débute alors dans l'usine de Middletown, dans le Connecticut, où seront construits la majorité des F119. S'il est initialement prévu de produire un millier de moteurs, à raison de deux par avion F-22, à peine 507 le seront finalement.

## Historique[5]
- Avril 1991 : Le F119 remporte l'appel d'offres de l'USAF pour motoriser les F-22 ;
- Décembre 1992 : Premiers essais sur banc du F119 ;
- Septembre 1997 : Premier vol du F-22 ;
- Décembre 2000 : Premier F119 de série délivré à l'USAF ;
- Septembre 2007 : 300e moteur F119 délivré à l'USAF ;
- Février 2009 : Le F119 totalise 100 000 heures de vol cumulées.
- 17 janvier 2013 : Le 507e et dernier moteur est livré.

## Technique

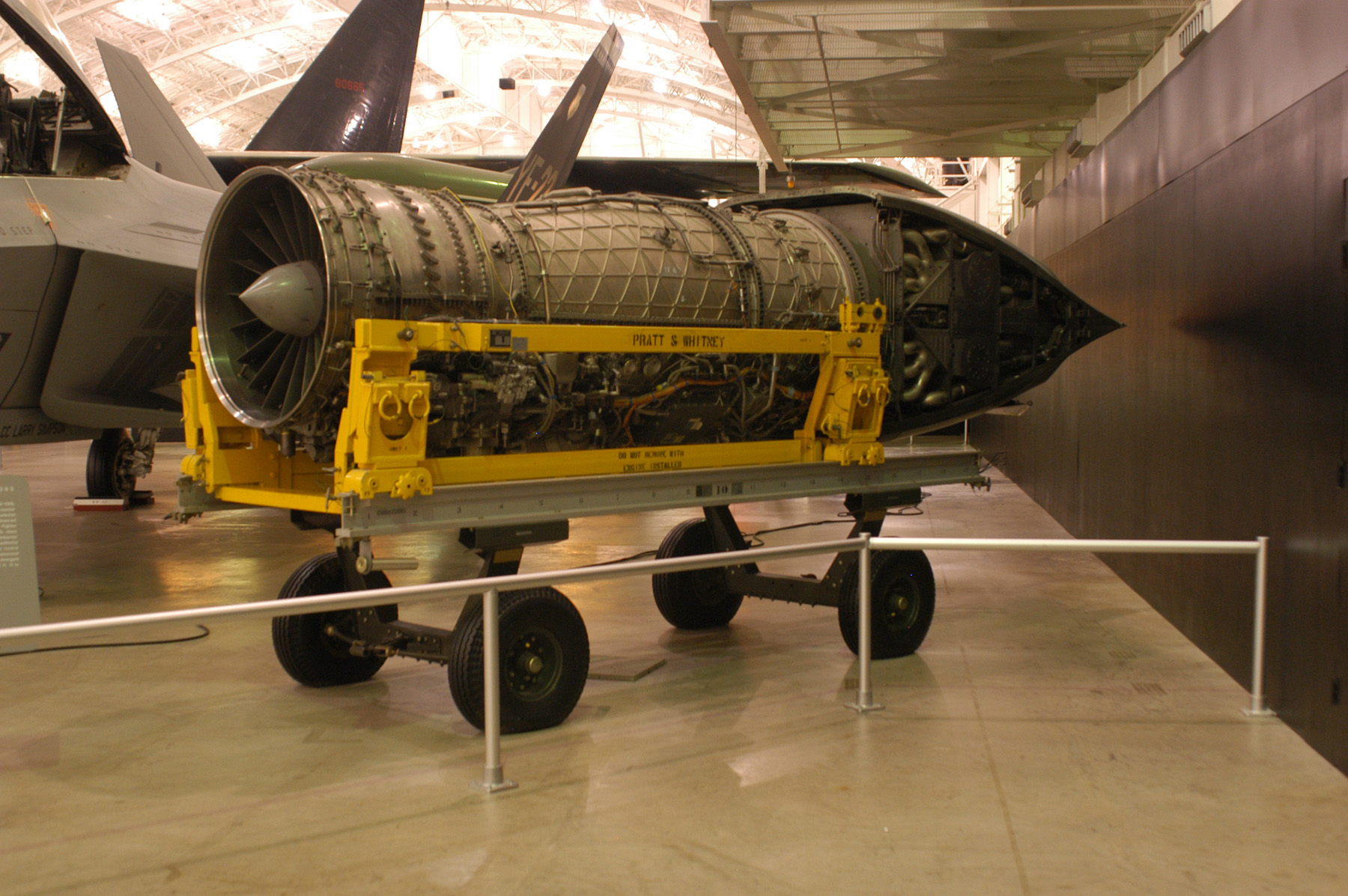
L'air entre par l’extrémité gauche du moteur.

Le cheminement de l'air dans un Pratt & Whitney F119 débute par une soufflante à trois étages, suivie par six étages de compression. Le P&W F119 étant un turboréacteur à double flux, une partie de l'air entrant par la soufflante ne passe pas par le compresseur et est directement déviée pour le contourner et être dirigé vers la tuyère. Les aubes à longue corde (dites « aubes fan large corde ») et les disques d'aubes de la plupart des étages sont réalisés dans une seule pièce de métal, limitant les défauts sur les pièces pouvant gêner la bonne compression de l'air, ; cette caractéristique se nomme « blisk », contraction de « blade » (pale/lame) et de « disk » (disque), plus connu en français sous la désignation de « disque aubagé monobloc » (DAM). Ce métal d'ailleurs, utilisé dans la plupart des pièces du moteur, est constitué d'un alliage de titane dénommé « titane allié C », offrant une meilleure résistance à la fatigue et aux températures élevées, ce qui permet de repousser les limites d'utilisation du moteur. Le moteur dispose par ailleurs d'un système à géométrie variable : l'incidence des aubes du compresseur peut être ajustée par des biellettes en fonction du régime-moteur, afin d'éviter notamment le phénomène de décollement tournant.
La chambre de combustion pour sa part, conçue pour limiter au maximum le dégagement de fumée lors de la combustion du kérosène, dispose d'un revêtement isolant thermique en cobalt limitant l'oxydation induite par les fortes températures, et prolongeant par conséquent sa durée de vie. Enfin, le moteur se termine par deux turbines, une haute et une basse pression contrarotatives, entraînant respectivement le compresseur et la soufflante ; c'est la raison pour laquelle le P&W F119 est un turboréacteur à double corps.

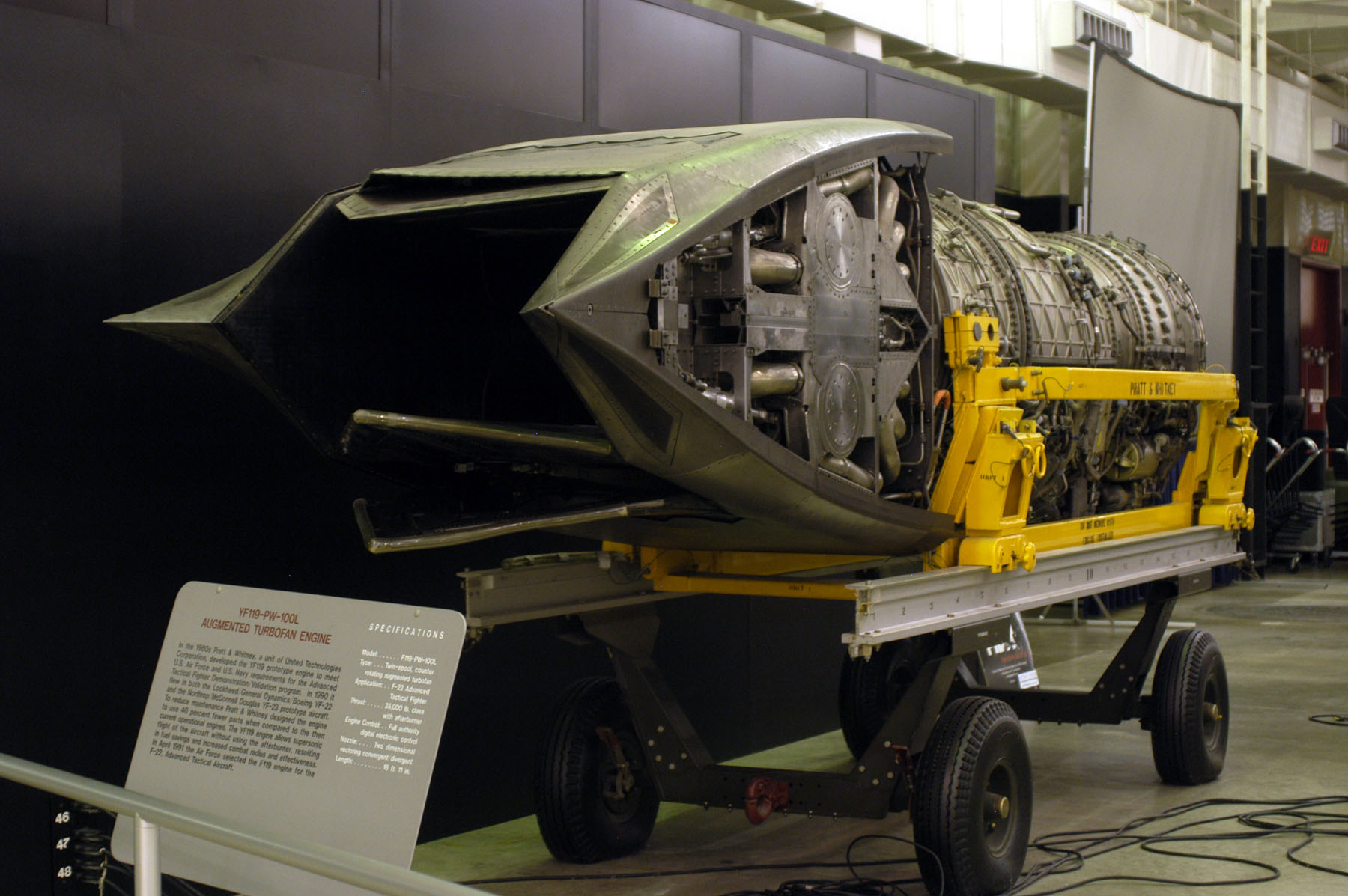
Dispositif de poussée vectorielle bidimensionnelle du P&W F119.

Les moteurs P&W F119 disposent par ailleurs d’une tuyère bidimensionnelle orientable de ±20° selon l'axe longitudinal du moteur. Ce dispositif de poussée vectorielle permet d'améliorer la manœuvrabilité de l'avion en vol, mais également de réaliser des décollages sur de plus courtes distances. La buse, partie à l'extrémité de la tuyère, adopte une forme rectangulaire et non circulaire comme cela est généralement le cas ; cette forme permet d'accélérer le refroidissement des gaz d'échappement, et diminuer par conséquent la signature infrarouge de l'avion afin de préserver encore une fois sa furtivité. La buse est, pour la même raison, conçue dans un nouveau matériau composite en céramique (Ceramic Matrix Composite) destiné à absorber les émissions radar et infrarouge.
Le contrôle de régime du P&W F119 est assuré par deux unités électroniques FADEC de Hamilton Sundstrand, constituées chacune de deux calculateurs, limitant de fait la probabilité d'une défaillance du moteur,.

## Performances
Le Pratt & Whitney F119 est l'un des turboréacteurs les plus performants des années 2000[réf. nécessaire]. À vitesses supersoniques, sa poussée (116 kN à sec) atteint pratiquement le double de celle des moteurs conventionnels, et demeure supérieure même lorsque ces derniers ont recours à la postcombustion,. Avec la postcombustion activée, le P&W F119 développe environ 35 000 lbf (156 kN) de poussée – pour comparaison, la poussée des avions de chasse F-15 Eagle et F-16 Falcon, propulsés tous les deux par un Pratt & Whitney F100, est comprise entre 23 000 (102 kN) et 29 000 lbf (116 kN) – pour un rapport poussée-masse de 7,8:1.
Cette performance, réalisée avec environ 40 % de pièces en moins de façon à diminuer les coûts de maintenance,,, est en partie le résultat d’une étude numérique CFD (Computational Fluid Dynamics) de l'écoulement de l'air dans le turboréacteur, mais également de l'utilisation de techniques de pointe ; la maîtrise des dernières techniques de soudage, telles que le soudage par friction, le soudage par diffusion ou encore le soudage laser fut particulièrement importante.

## Dénominations spécifiques

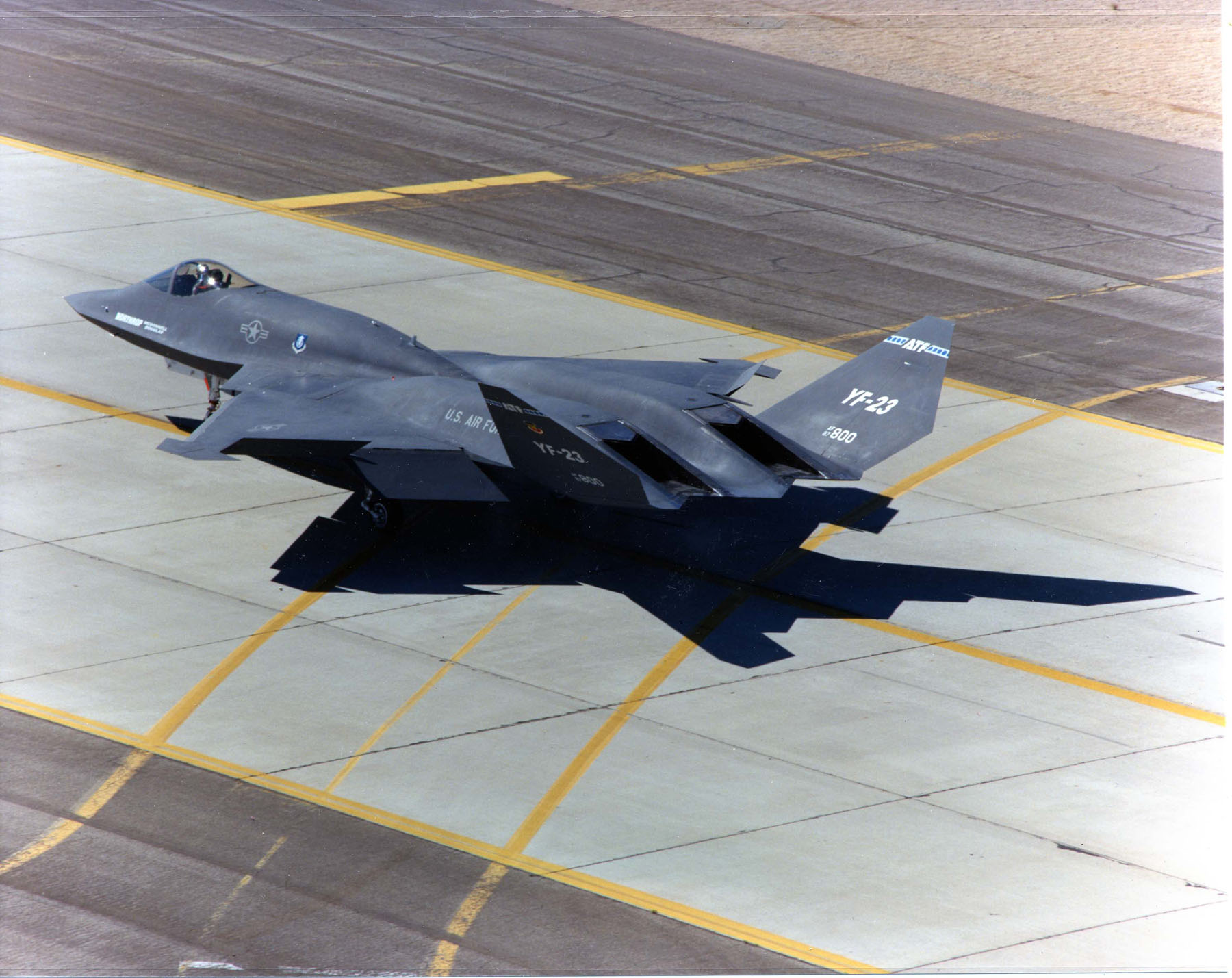
Un Northrop YF-23 Black Widow II.

- F119-PW-100 : dénomination du moteur équipant les Lockheed Martin F-22 Raptor ;
- YF119-PW-100 : dénomination du moteur équipant le Northrop YF-23 Black Widow II ;
- F119-PW-614 : dénomination du moteur équipant le Boeing X-32 ;
- F119-PW-611 : dénomination du moteur équipant le Lockheed Martin X-35.

Le Northrop YF-23 Black Widow II est un prototype conçu lors de l'appel d'offres de l’US Air Force et concurrent du Lockheed Martin F-22 Raptor ; il est par conséquent motorisé par le P&W F119. Le Lockheed Martin X-35 est quant à lui un prototype du Lockheed Martin F-35 Lightning II motorisé par un F119-PW-611. Le F-35 Lightning II de série sera néanmoins finalement propulsé par le P&W F135, une variante du F119.